# Górnik Łęczna
Pour la section féminine, voir Górnik Łęczna (féminines).
Maillots
Dernière mise à jour : 31 JUILLET 2025.
Le Górnik Łęczna est un club polonais de football professionnel fondé le 20 septembre 1979 et basé à Łęczna, dans la voïvodie de Lublin. Son équipe principale, entraînée par l'Ukrainien Yuriy Shatalov, prend part actuellement à l'édition 2013-2014 du championnat de Pologne de deuxième division, et reçoit ses adversaires au stade du Górnik Łęczna, enceinte pouvant accueillir jusqu'à 7 226 personnes.
De 2011 à 2013, le club est appelé GKS Bogdanka, du nom de son sponsor principal, exploitant de la mine de Bogdanka.
Le club possède également une section féminine, qui évolue dans l'élite du football polonais, l'Ekstraliga, depuis la saison 2010-2011 et qui a été trois fois championne de Pologne de rang, de la saison 2017-2018 à la saison 2019-2020.

## Dates clés
- 20 septembre 1979 : fondation du club ;
- 2003 : première accession à la première division
- 2014 : deuxième accession à la première division.